# 일본레코드협회

로고

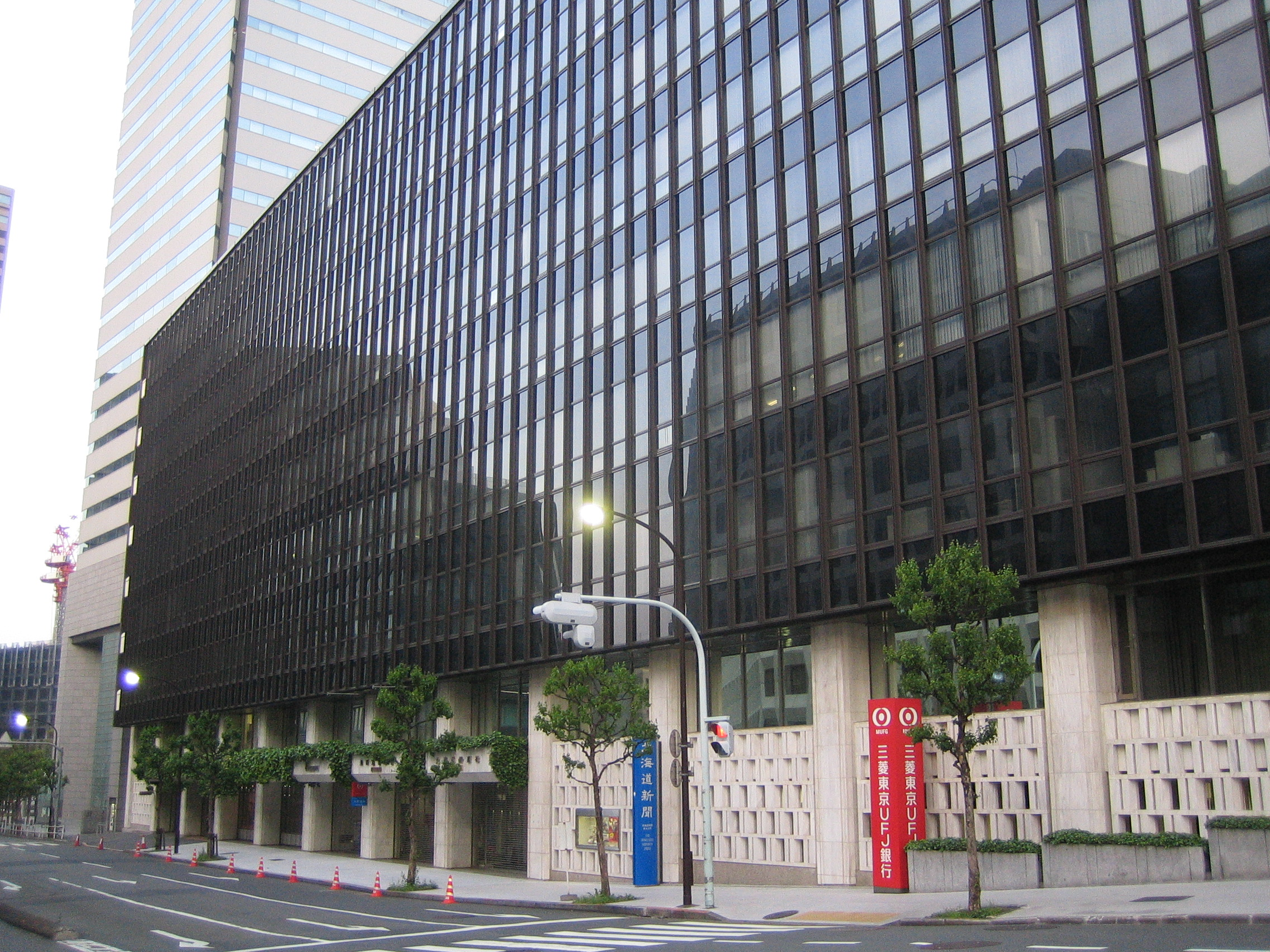
오피스의 모습

일본레코드협회(일본어: 日本レコード協会 니혼레코도쿄카이[*], 영어: Recording Industry Association of Japan, 약칭 RIAJ)는 일본의 문화청(文化庁) 소관의 사단법인이다. 일본의 '메이저' 음반사들로 이뤄져있다.

## 인정 기준
발매일로부터 누적 순출하(正味出荷, 출하에서 반품을 뺀 것)·유료 다운로드 수가 일정 수를 넘었을 경우, 아래 기준에 따라 인정을 실시한다. 회원 음반사들로부터 신청에 근거해, 매월 10일에 발표된다.
|                 | 기호 | 최저 순출하(正味出荷)·다운로드 수 |
| --------------- | ---- | --------------------------------- |
| 골드            | G    | 100,000                           |
| 플래티넘        | P    | 250,000                           |
| 더블 플래티넘   | 2P   | 500,000                           |
| 트리플 플래티넘 | 3P   | 750,000                           |
| 밀리언          | M    | 1,000,000                         |
| 2밀리언         | 2M   | 2,000,000                         |
| 3밀리언         | 3M   | 3,000,000                         |
| 4밀리언         | 4M   | 4,000,000                         |
| 5밀리언         | 5M   | 5,000,000                         |

## 정회원
- 일본 컬럼비아
- 빅터 엔터테인먼트
- 킹레코드
- 데이치쿠 엔터테인먼트
- 유니버설 뮤직
- EMI 뮤직 재팬
- 닛폰 크라운
- 도쿠마 재팬 커뮤니케이션
- 소니 뮤직 엔터테인먼트
- 포니캐년
- 워너 뮤직 재팬
- VAP
- 제네온 유니버설 엔터테인먼트 재팬
- 빙
- 에이벡스 마케팅
- 포 라이프 뮤직 엔터테인먼트
- 야마하 뮤직 커뮤니케이션
- 드림 뮤직
- 요시모토 알 앤드 시

## 같이 보기
- 한국 음악 산업 협회
- 미국 레코드 공업 협회 (RIAA)
- 일본음악저작권협회 (JASRAC)
- 음반 판매량 인증